# Independentistes dels Països Catalans
Independentistes dels Països Catalans (IPC) va ser una agrupació política que nasqué l'any 1979 arran de la fusió entre dues formacions polítiques: el PSAN-Provisional i l'Organització Socialista d'Alliberament Nacional (OSAN), una formació que considerava la Catalunya Nord el seu àmbit principal d'acció, endemés d'antics integrants de Comunistes Catalans Independents (CCI). Carles Castellanos en fou el dirigent més destacable. El 1981 se li uní el sector balear dirigit per Joan Quetglas.
Va mantenir unes estretes relacions amb altres formacions independentistes, molt especialment basques (Herri Batasuna) i gallegues (Unión do Povo Galego). El seu òrgan fou Lluita (diferent de l'òrgan homònim editat pel PSAN-oficial). Promogué la formació, bé en solitari, bé amb altres organitzacions independentistes, d'un seguit de plataformes sectorials de base àmplia, com ara els Comitès de Solidaritat amb els Patriotes Catalans (CSPC), els Col·lectiu d'Obrers en Lluita (COLL), els Grups de Defensa de la Llengua, Dones Independentistes
A partir de 1983 participà en el procés de formació d'una organització independentista de masses, materialitzada el 1985 en el Moviment de Defensa de la Terra (MDT). Les tensions entre IPC i el PSAN provocaren la ruptura del MDT el 1988, escindit en dues plataformes del mateix nom (MDT-PSAN i MDT-IPC). Posteriorment, va diluir-se dins el Moviment de Defensa de la Terra.